# (12143) Harwit
(12143) Harwit – planetoida z pasa głównego asteroid okrążająca Słońce w ciągu 3 lat i 204 dni w średniej odległości 2,33 j.a. Została odkryta 24 września 1960 roku w Leiden przez Cornelisa van Houtena, Ingrid van Houten oraz Toma Gehrelsa. Nazwa planetoidy pochodzi od Martina Harwita (ur. 1931), amerykańskiego fizyka i astronoma czeskiego pochodzenia. Przed nadaniem nazwy planetoida nosiła oznaczenie tymczasowe (12143) 4631 P-L.